# Lago di Santa Croce
Il lago di Santa Croce è un lago naturale di sbarramento (il cui bacino è stato ampliato artificialmente negli anni Trenta del Novecento) situato in provincia di Belluno, nella zona dell'Alpago, al confine con la provincia di Treviso.
I principali immissari del lago sono il Canale Cellina, a nord, che raccoglie le acque del fiume Piave a Soverzene; il torrente Tesa, che nasce alle pendici del Col Nudo e attraversa l'intera conca; la Tesa Vecchia e Runal. Il lago ha un solo emissario, il torrente Rai, che serve da sicurezza in caso di piene e confluisce nel Piave in località Cadola di Ponte nelle Alpi. Fino alla metà del secolo XVIII il lago non aveva alcun emissario, ma la vicinanza del Bosco del Cansiglio, da cui si traeva gran quantità di legname da costruzione, spinse a scavare il torrente Rai, lungo 7 km, che immetteva nel Piave.
Sul lago si affacciano i centri abitati di Farra d'Alpago a nord, della frazione di Poiatte a est, del paese di Santa Croce del Lago a ovest e della frazione La Secca a nord. Inoltre, l'intero versante occidentale del lago è attraversato dalla strada statale 51 di Alemagna, che costituiva la principale via di comunicazione tra la provincia di Treviso e la provincia di Belluno prima dell'inaugurazione nel 1995 del tratto Vittorio Veneto-Belluno dell'autostrada A27.

## Origini e orografia
Il Lago di Santa Croce e, più a sud, il Lago Morto rappresentano due esempi di laghi intravallivi formatisi per sbarramento alluvionale, morenico e di frana.
Sulle origini del lago, soprattutto sulla successione temporale degli avvenimenti, e sul ruolo preciso del fiume Piave nella formazione dell'intera vallata non vi è ancora assoluta chiarezza. Vi è chi, soprattutto tra gli studiosi meno recenti, ritiene che il dirigersi del Piave prima verso il lago di Santa Croce per poi svoltare bruscamente all'altezza di Ponte nelle Alpi verso la Val Belluna, indichi che anticamente questo fiume scendesse verso il mare passando per la Val Lapisina e poi per la Valle del Meschio, passaggio mascherato successivamente dai fenomeni glaciali e di frana.
Ricerche più recenti condotte nella conca di Ponte nelle Alpi e nella Val Lapisina hanno chiarito che le acque del Piave, provenienti dal Cadore, defluirono con continuità verso il Vallone Bellunese e quindi nel Canale di Quero solo dopo il ritiro dei ghiacciai pleistocenici, e precisamente dopo lo sbarramento della Valle di Santa Croce determinato dalla frana di Fadalto
Le immagini che seguono visualizzano l'inquadramento geografico e la rappresentazione del complesso sistema orografico sovrastante il Lago di Santa Croce - Lago Morto ottenute mediante l'elaborazione di un Modello digitale di elevazione (DEM - Digital elevation model) del terreno, derivato dalla composizione di alcuni elementi della Carta Tecnica Regionale Numerica della Regione Veneto.

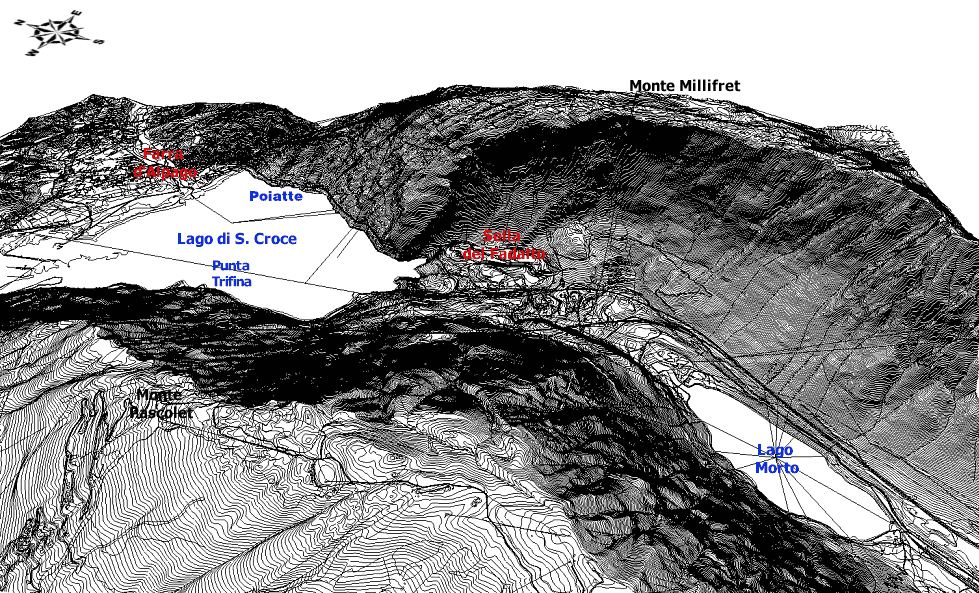
Orografia del sistema Lago di Santa Croce - Lago Morto visto da ovest
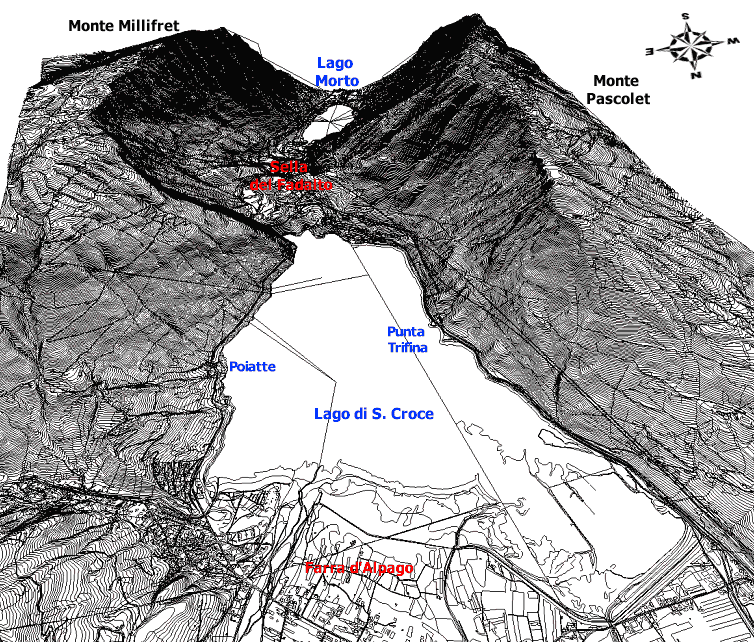
Orografia del sistema Lago di Santa Croce - Lago Morto visto da nord
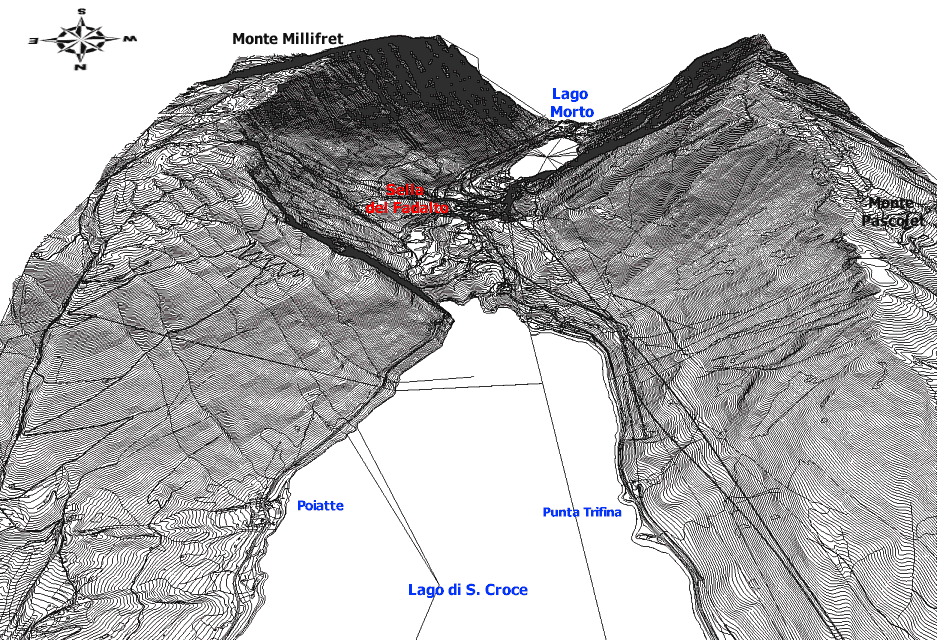
Orografia del sistema Lago di Santa Croce - Lago Morto visto da nord (dettaglio)
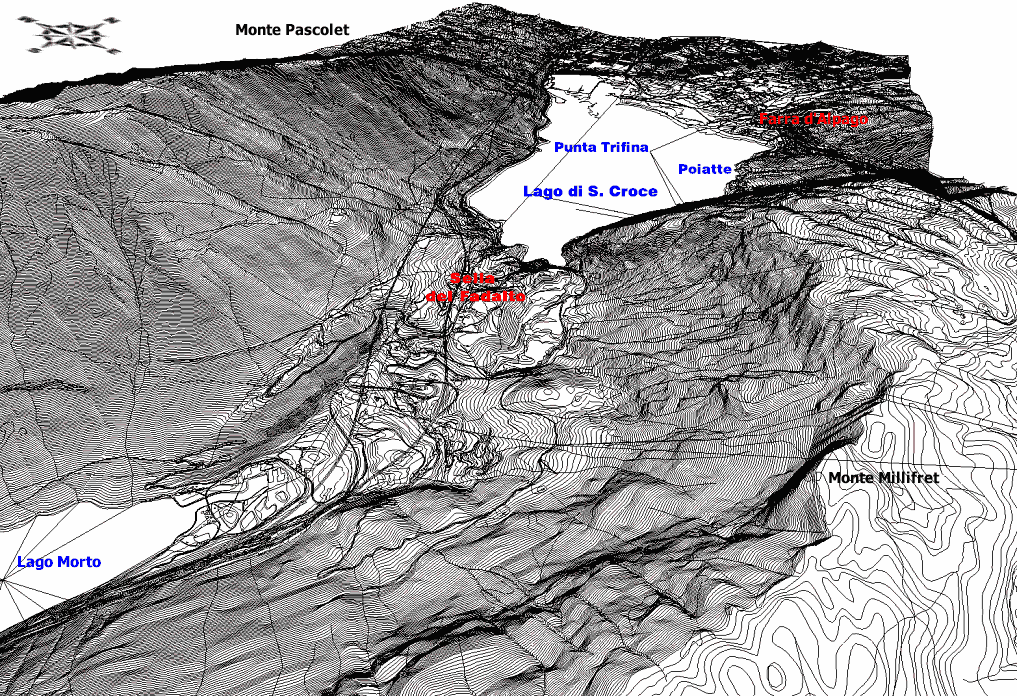
Orografia sistema Lago di Santa Croce - Lago Morto visto da sud-est
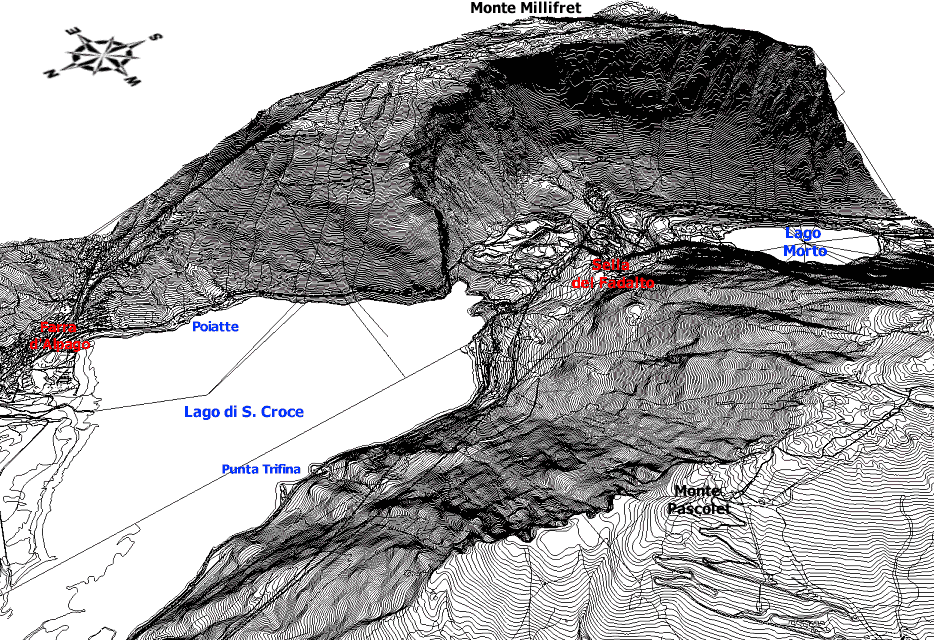
Orografia sistema Lago di Santa Croce - Lago Morto visto da nord-ovest
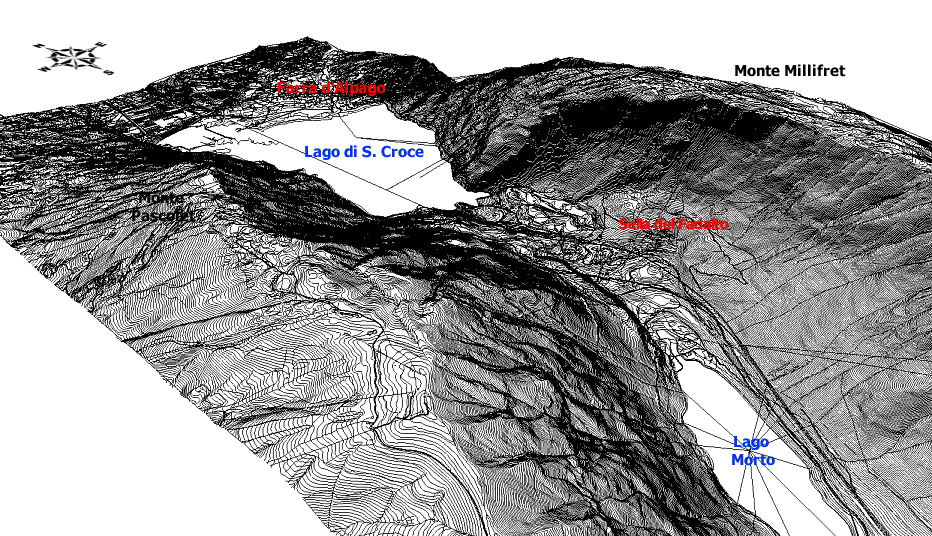
Orografia del sistema Lago di Santa Croce - Lago Morto visto da sud-ovest

## Gli impianti idroelettrici
Il Lago di Santa Croce, con una capacità idrica di circa 120 milioni di metri cubi, sbarrato a nord da una diga che ne alza il livello a 386 m, costituisce il centro vitale del sistema degli impianti idroelettrici Piave - Santa Croce gestiti dall'Enel.
Gli impianti nascono nel 1913 (centrali di Fadalto Vecchia e Nove Vecchia) per iniziativa della Società Italiana per l'Utilizzazione delle Forze Idrauliche del Veneto, comunemente nota come Società "Cellina", che più tardi verrà assorbita dalla SADE - Società Adriatica di Elettricità e infine dall'Enel.
La deviazione dal fiume Piave del flusso d'acqua che viene convogliato nel lago viene effettuata presso Soverzene a quota 390 m, mediante una diga trasversale lunga circa 1 km. Un canale di 10 km, parte in galleria e parte all'aperto, convoglia l'acqua nel lago, dal quale con appositi canali in galleria passa ad alimentare successivamente le centrali di Fadalto, Nove e San Floriano, con scarico rispettivamente nel lago Morto, nel lago del Restello e in quello di Negrisiola. All'estremità di quest'ultimo l'acqua, nuovamente incanalata, viene condotta verso le centrali di Castelletto e di Caneva, a sud est di Vittorio Veneto. Il ciclo termina con la restituzione delle acque in parte al fiume Piave (nei pressi di Colfosco), ed in parte al fiume Livenza (nei pressi di Francenigo), e la loro massima parte è destinata all'irrigazione agricola.
Il bacino di utilizzo delle acque a scopo idroelettrico ha una superficie complessiva di 1.840 km². Gli impianti interessano il territorio di tre province: Belluno (approvvigionamento delle acque), Treviso e Pordenone (produzione di energia elettrica e restituzione delle acque). La centrale di Fadalto Nuova, la più potente, riceve le acque in pressione dal lago di S. Croce tramite una galleria di 2,5 km, ed è in grado di sviluppare una potenza efficiente di 210 MW.
A dicembre 2004 il quadro complessivo degli impianti idroelettrici di grande dimensione del sistema Piave - Santa Croce è il seguente:
- centrale di Fadalto Nuova - corso d'acqua / canale derivatore: Piave/S. Croce - località: Fadalto (TV) - potenza efficiente (MW): 210,0 - produzione media annua (GWh): 346,8 - portata massima (m³/s): 250 - salto (m): 109,0
- centrale di Nove Nuova - corso d'acqua / canale derivatore: Piave/S. Croce - località: Nove (TV) - potenza efficiente (MW): 65,0 - produzione media annua (GWh): 295,2 - portata massima (m³/s): 80 - salto (m): 98
- centrale di San Floriano Nuova - corso d'acqua / canale derivatore: Piave/S. Croce - località: San Floriano (TV) - potenza efficiente (MW): 9,0 - produzione media annua (GWh): 48,6 - portata massima (m³/s): 66 - salto (m): 17,8
- centrale di Castelletto - corso d'acqua / canale derivatore: Piave/S. Croce - località: Cappella Maggiore (TV) - potenza efficiente (MW): 17,0 - produzione media annua (GWh): 75,5 - portata massima (m³/s): 37 - salto (m): 61,1
- centrale di Caneva - corso d'acqua / canale derivatore: Piave/S. Croce - località: Stevenà (PN) - potenza efficiente (MW): 32,0 - produzione media annua (GWh): 222,0 - portata massima (m³/s): 43 - salto (m): 96,0
- centrale di Livenza - corso d'acqua / canale derivatore: Piave/S. Croce - località: Cavolano (PN) - potenza efficiente (MW): 5,4 - produzione media annua (GWh): 41,0 - portata massima (m³/s): 34 - salto (m): 24,0

Complessivamente la potenza efficiente totale degli impianti idroelettrici del sistema Piave - Santa Croce è pari a 338,4 MW con una produzione media annua totale pari a 1029,1 GWh.

## Gli sport velici
Il Lago di Santa Croce è molto noto tra i windsurfisti e i velisti che escono in località Poiatte (metà lago, lato est) e tra i kiters che escono sulla spiaggia a nord antistante ad un campeggio.
Questo lago è caratterizzato da un vento termico pomeridiano analogo a quello presente sul Lago di Garda, che soffia da sud verso nord dalle prime ore del pomeriggio fino a sera con una intensità variabile tra i 5 e i 10 m/s.
Il vento termico sul Lago di Santa Croce generalmente si presenta da primavera a autunno, con maggior intensità nei mesi primaverili ed è generato dalla differenza termica che viene a crearsi tra le montagne sovrastanti l'altopiano dell'Alpago a nord e la Pianura veneto-friulana a sud; la particolare conformazione della Val Lapisina a sud del Lago, che viene a restringersi bruscamente in prossimità della Sella del Fadalto sopra il Lago Morto, accentua l'intensità del vento, fenomeno evidentemente provocato da un Effetto Venturi.
Lo specchio d'acqua del Lago di Santa Croce presenta delle caratteristiche zone a maggiore (o minore) intensità di vento dovute alla particolare orografia del Monte Millifret e della Sella del Fadalto a sud, dal quale proviene; generalmente a centro lago vi è presente una zona a minor intensità mentre ai lati ovest (Punta Trifina) e est (località Poiatte), vi possono essere locali rinforzi di notevole intensità anche se questa situazione, talvolta, può risultare del tutto ribaltata.
La presenza del vento termico su questo lago è fortemente influenzata (come sugli altri laghi) dalle condizioni meteorologiche di copertura nuvolosa e precipitazioni sulle alture circostanti; generalmente, condizioni di soleggiamento mattutino sull'Alpago, unite ad un certo grado di umidità in pianura, sono garanzia della presenza di un buon vento pomeridiano.
Complessivamente il Lago di Santa Croce, nella logica degli sport velici, può ritenersi un lago adeguatamente ventilato e proprio per questo è meta di un gran numero di appassionati e di sportivi.

## Località
Questi sono i comuni (e le relative frazioni) che si affacciano sul Lago di Santa Croce:
- Alpago
  - Bastia
  - Villanova
  - Farra
  - Villaggio Riviera
  - Villalte
  - Poiatte
  - Lastra
  - Santa Croce
- Ponte nelle Alpi
  - Cornolade
  - La Secca

## Ambiente
Il lago possiede acque di buona qualità, caratterizzate dalla scarsa presenza di vegetazione subacquea e fondali ghiaiosi e fangosi; infatti è classificato come oligotrofico. La flora e la fauna soffrono principalmente per le continue variazioni del livello dell’acqua, a scopo idroelettrico. Nel lago sono comunque presenti parecchie specie ittiche:

### Specie autoctone
- Trota lacustre (Salmo marmoratus)
- Luccio (Esox cisalpinus)
- Tinca (Tinca tinca)
- Carpa (Cyprinus carpio)
- Scardola (Scardinius hesperidicus)
- Cavedano (Squalius squalus)
- Alborella (Alburnus alborella)
- Lampreda padana (Lampetra zanandreai)
- Anguilla (Anguilla anguilla)
- Spinarello (Gasterosteus aculeatus)
- Temolo (Thymallus thymallus)
- Barbo (Barbus plebejus)
- Triotto (Leucos aula)
- Pigo (Rutilus pigus)
- Lasca (Protochondrostoma genei)

### Specie alloctone
- Pesce persico (Perca fluviatilis)
- Coregone (Coregonus lavaretus)

## Vie di comunicazione

### In treno o autobus sostitutivo
Sulla sponda meridionale del lago si trova la stazione di "Santa Croce del Lago" (ferrovia Ponte nelle Alpi-Conegliano), nei pressi della frazione omonima.

### In automobile
Il versante ovest del lago è attraversato dalla strada statale 51 di Alemagna e il versante est del lago è attraversato dalla strada provinciale 423 del lago di Santa Croce (ex strada statale 422 dir dell'Alpago e del Cansiglio) per Farra d'Alpago.
Dall'autostrada A27 è possibile raggiungere il lago tramite due svincoli:
- Per la sola direzione Belluno tramite lo svincolo Fadalto-Lago di Santa Croce
- Per entrambe le direzioni dell'autostrada tramite lo svincolo "Belluno".

## Galleria d'immagini

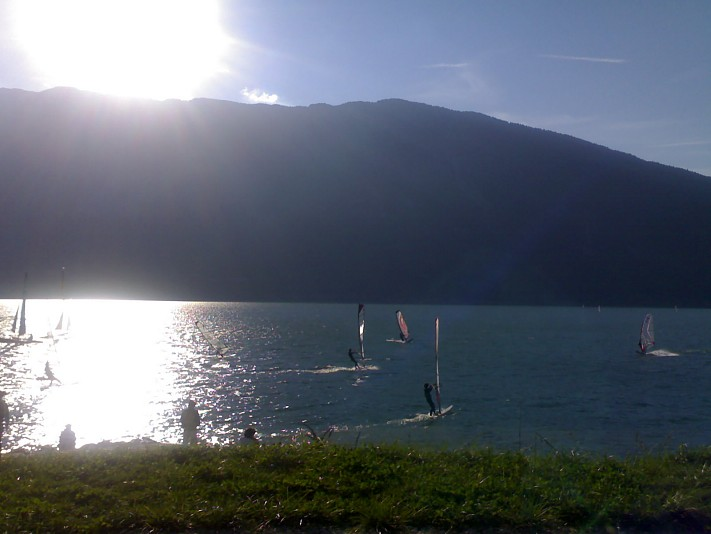
Spiaggia di Poiatte, estate 2007
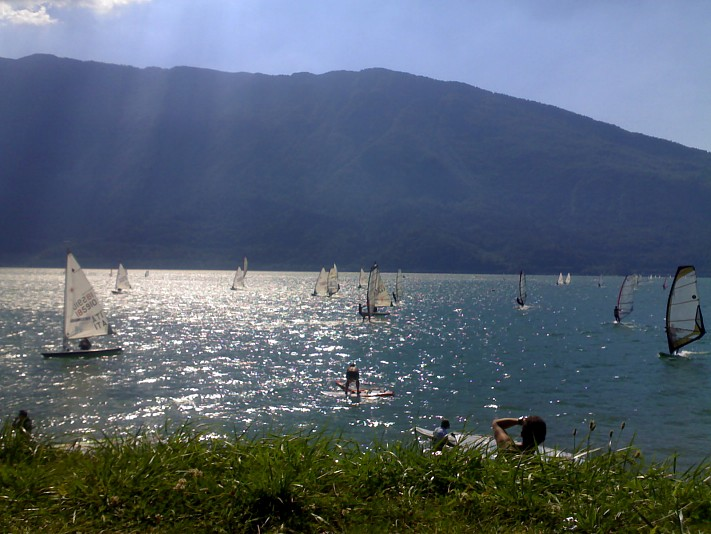
Spiaggia di Poiatte, estate 2007
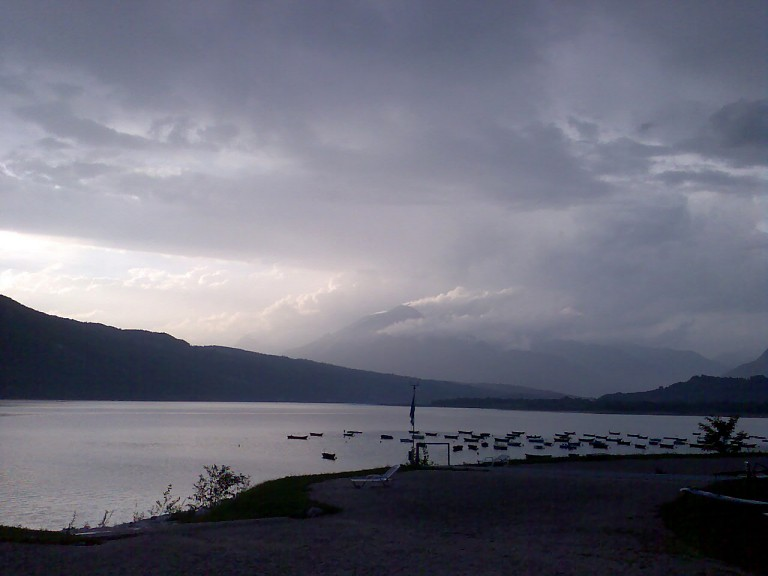
Spiaggia di Poiatte, settembre 2008
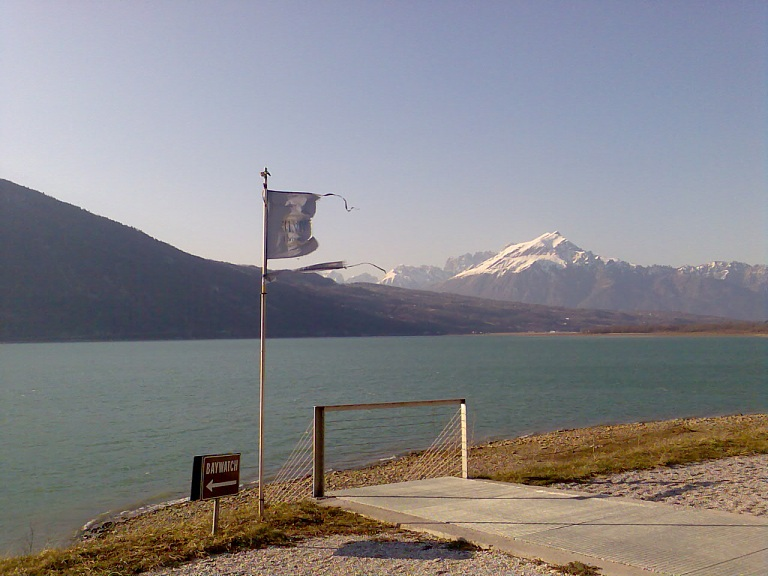
Spiaggia di Poiatte, febbraio 2009
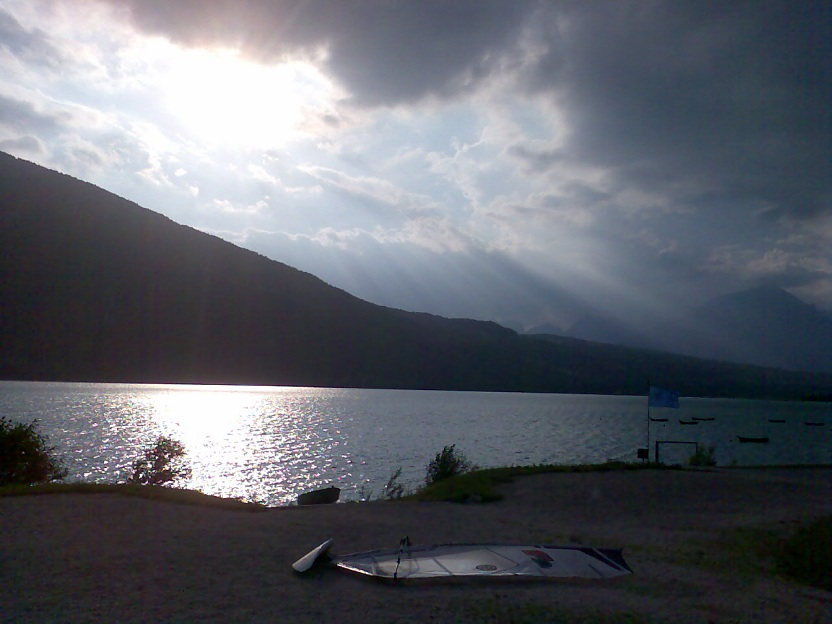
Spiaggia di Poiatte, giugno 2009
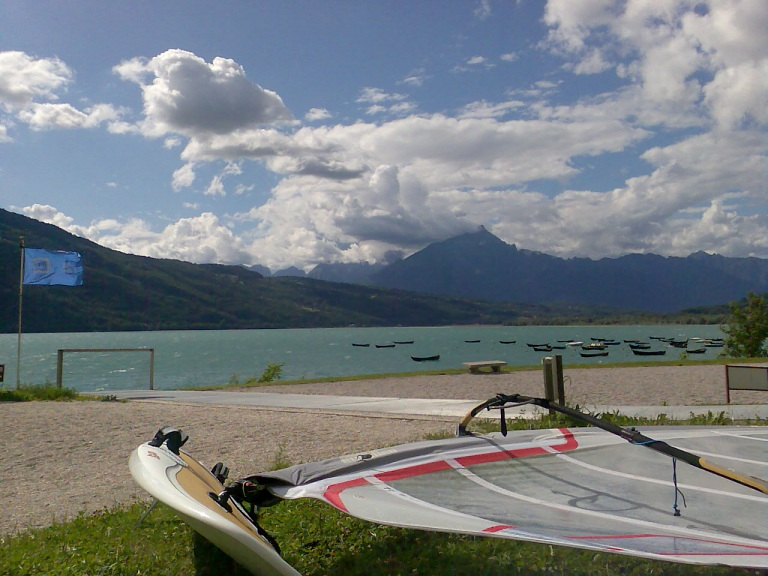
Spiaggia di Poiatte, giugno 2009
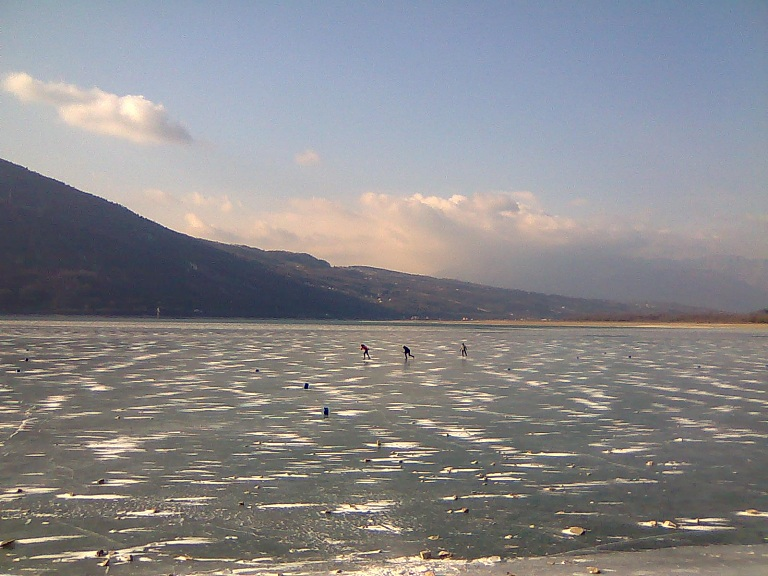
Il lago ghiacciato, febbraio 2011